# Dannielle Khan
Dannielle Khan née le 1er septembre 1995 à solihull, est une coureuse cycliste britannique. Elle a été championne du monde de vitesse et du 500 mètres juniors en 2013.

## Palmarès

### Championnats du monde
- Glasgow 2013
  -  Championne du monde de vitesse juniors
  -  Championne du monde du 500 mètres juniors
  -  Médaillée d'argent du keirin juniors

### Coupe du monde
- 2016-2017 
  - 1re de la poursuite par équipes à Glasgow (avec Eleanor Dickinson, Manon Lloyd, Emily Kay et Emily Nelson)

### Ligue des champions
- 2023
  - 1re de la course scratch à Londres (I)

### Championnats d'Europe
| Édition / Épreuve              | Vitesse par équipes | Poursuite par équipes                            | Scratch |
| Anadia 2012 (juniors)          | Argent              |                                                  |         |
| Montichiari 2016 (espoirs)     |                     | Or (avec Emily Kay, Emily Nelson et Manon Lloyd) | Bronze  |
| Saint-Quentin-en-Yvelines 2016 |                     | Bronze                                           |         |

### Championnats nationaux
- Championne de Grande-Bretagne de vitesse par équipes en 2013 et 2014